# محمد بن منديل المغراوي
محمد بن منديل المغراوي زعيم قبلي، تولى رئاسة إمارة مغراوة بعد وفاة أخيه العباس سنة 647هـ. واستمر حتى سنة 662هـ حين قتله أخواه ثابت وعايد، وتولى ثابت مكانه.